# Blueberry
Blueberry (Engels voor "blauwe bes" of "Amerikaanse bosbes") is het hoofdpersonage in een reeks realistische westernstrips, een creatie van de Waalse stripauteur Jean-Michel Charlier en de Franse tekenaar Jean Giraud. De eerste aflevering verscheen in 1963 in het Franse stripblad Pilote. In 1965 kwam het eerste album uit. In Nederland werden de verhalen voorgepubliceerd in Pep (vanaf 1968) en later in Eppo, Eppo Wordt Vervolgd en Sjosji.
De strip speelt zich af in de jaren na de Amerikaanse Burgeroorlog. Aanvankelijk zijn de verhalen stevig geworteld in de klassieke mythologie van het Wilde Westen waarbij de makers veel van hun inspiratie gevonden lijken te hebben in de cavalerietrilogie van filmregisseur John Ford. Maar al snel krijgt de reeks het karakter van een spaghettiwestern met als belangrijkste thema's wraak, hebzucht en verraad. Hoofdpersoon Mike Steve Blueberry Donovan (gemodelleerd naar acteur Jean-Paul Belmondo) verwordt tot een antiheld die voortdurend op de vlucht is.
Na de dood van Charlier continueert tekenaar Giraud de reeks met scenario's van eigen hand. In de laatste delen (Vanaf Mister Blueberry) verandert de reeks opnieuw van karakter. Giraud kiest voor het genre van de revisionistische western en maakt een deconstructie van zijn geesteskind.

## Ontstaan
Tekenaar Jean Giraud tekende op zijn achttiende al de westernstrip Frank et Jeremie voor het blad Far West magazine. Niet veel later werd hij gevraagd om mee te werken aan de beroemde westernstrip Jerry Spring van Jijé in het weekblad Spirou (Robbedoes in Vlaanderen en Nederland). Giraud wilde graag een eigen westernstrip tekenen voor het nieuwe weekblad Pilote en vroeg scenarist Jean-Michel Charlier om hem te helpen met de scenario's. Maar Charlier had weinig op met westerns en weigerde. Nadat hij in 1963 door Pilote naar Californië was gestuurd, veranderde Charlier echter van gedachten. Bij een bezoek aan Edwards Airforce Base in de Mojave-woestijn raakte hij onder de indruk van het landschap en groeide zijn belangstelling voor het tijdvak waarin deze woestijn een grote rol speelde, het Wilde Westen. Eigenlijk wilde hij met Jijé werken, maar die werkte nog altijd voor Spirou, de grote concurrent van Pilote. Hierop wendde Charlier zich alsnog tot Giraud en samen begonnen ze te werken aan de strip, die de titel Fort Navajo kreeg.
De strip verscheen in afleveringen vanaf 31 oktober 1963 in het weekblad Pilote. Vanaf nummer 36 in 1967 verscheen de strip ook in het Nederlandstalige weekblad Pep.

## Verhaallijnen

### Blueberry
Aanvankelijk was luitenant Blueberry slechts een van de personages uit de strip Fort Navajo, maar al snel draaide de hele strip om hem. Giraud baseerde het uiterlijk van Blueberry op de Franse acteur Jean-Paul Belmondo. Zijn vreemde naam ontleende Charlier aan een van zijn vrienden, een journalist die in de groep zat tijdens de reis naar Californië. Deze man had een voorkeur voor bosbessenjam en kreeg van de Amerikanen de bijnaam 'Blueberry'. Charlier vond het wel komisch om deze naam voor een van zijn personages te gebruiken. Blueberry is in de eerste strip het tegenovergestelde van de keurige luitenant Craig, zoon van een generaal. Blueberry is ongemanierd, ongeschoren, heeft een hekel aan discipline en gokt het liefst tot diep in de nacht. Het was de bedoeling dat Craig en Blueberry in de strip zouden functioneren als een soort bloedbroeders, die weliswaar qua karakter totaal verschillend waren, maar wel voor elkaar door het vuur gingen.
In de eerste strip komen we nog weinig van Blueberry's achtergrond te weten. Alleen dat hij dapper is, vindingrijk en overweg kan gaan met de trompet. Pas later in de strip 'De jonge jaren van Blueberry' krijgen we meer informatie. Blueberry is de zoon van een rijke eigenaar van een plantage in het zuiden van de VS. Zijn naam is Mike Steve Donovan en hij ziet eruit als een dandy. Wel kan de jonge Donovan goed schieten en vechten. Hij verlangt naar de strijd tegen het noorden en is een overtuigd racist die ontsnapte slaven terughaalt voor zijn vader. Hij is verliefd op Harriet, de dochter van een naburige plantagehouder, maar voordat ze zich kunnen verloven wordt de vader van Harriet doodgestoken. De verdenking valt op Donovan die ternauwernood kan ontsnappen. Hij vlucht naar het noorden en sluit zich aan bij de troepen van de Noordelijken. Als die naar zijn naam vragen kijkt Blueberry wanhopig om zich heen en ziet bosbessenstruiken, waarmee hij zijn nieuwe naam heeft gevonden. Omdat Blueberry niet wil schieten op de zuidelijken, mag hij hoornblazer worden. Na de burgeroorlog wordt Blueberry als luitenant naar Arizona gestuurd naar Fort Navajo. Na zijn avonturen met Apache-oorlog dient hij als een soort sheriff en wordt later scout van de troepen van generaal Geelkop bij de aanleg van de spoorweg door de VS. Als Blueberry niet kan uitleggen hoe een geldkist met geld van de overheid kon verdwijnen wordt hij uit het leger ontslagen en gevangengezet. Hij ontsnapt en raakt betrokken bij een aanslag op president Grant. Blueberry verdwijnt en keert terug als gast van de Navajo's. Uiteindelijk weet hij zich te rehabiliteren voor het verdwenen geld en krijgt hij eerherstel. Hij keert echter niet terug naar het leger. Als meneer Blueberry reist hij naar het woeste Tombstone.

### De avonturen van Blueberry

#### Fort Navajotot en metOorlog of vrede
Aanvankelijk is Blueberry luitenant in de Amerikaanse cavalerie. In de eerste delen van Fort Navajo tot en met Oorlog of vrede is Blueberry gelegerd in Fort Navajo en maakt hij de strijd tegen de Apachen van Cochise mee. Blueberry probeert een algemene oorlog tussen de Apachen en de cavalerie te voorkomen, maar wordt daarbij gedwarsboomd door de Eenzame Adelaar, een wraakzuchtige Apache en diverse van zijn eigen superieuren. Het verhaal is losjes gebaseerd op historische gebeurtenissen en wel de Apache-oorlog van 1851.

#### De man met de zilveren ster
Dit album staat op zichzelf.

#### Het ijzeren paardtot en metGeneraal Geelkop
Deze vier albums zijn gebaseerd op de aanleg van de spoorwegen door de VS. Met name de strijd tegen de Cheyennes die van hun gebieden werden verdreven speelt een belangrijke rol. Blueberry is als gids toegevoegd aan het leger van generaal Geelkop. Hoewel de generaal Allister heet, is wel duidelijk dat het eigenlijk om generaal George Custer gaat. De albums zijn losjes gebaseerd op de slachting die Custer in november 1876 onder de Cheyennes aanrichtte in de zogenaamde Slag bij de Washita Rivier.

#### De mijn van PrositenHet spook van de goudmijn
In deze albums krijgt de strip meer trekken van de indertijd zeer populaire spaghettiwestern. Blueberry is weer aangesteld als een soort sheriff en achtervolgt twee in het zwart geklede premiejagers. De marteling van Jimmy McGlure en het sadistische optreden van de twee premiejagers in het algemeen, laten zien dat Charlier goed naar zijn voorbeeld heeft gekeken.

#### Chihuahua Pearltot en met HetHet einde van de lange rit
Dit avontuur zou 10 albums omvatten en verscheen tussen 1973 – 1986. Blueberry verliest zijn aanstelling als luitenant in het Amerikaanse leger en wordt vogelvrij verklaard. In de eerste drie delen speelt een geldkist een grote rol. Verschillende personages azen op de inhoud, terwijl Blueberry probeert het geld terug te brengen. Als het geld verdwijnt, wordt hij gearresteerd en tot dertig jaar cel veroordeeld. In het album Vogelvrij verklaard ontsnapt hij, maar blijkt van de regen in de drup te zijn gekomen. Hij wordt als zondebok gebruikt bij een aanslag op de president van de VS. Voor dit album bleef Charlier dicht bij de aanslag op president Kennedy op 22 november 1963. De vermeende moordenaar van Kennedy, Lee Harvey Oswald, zei tegen de pers dat hij werd gebruikt als 'zondebok' voor de aanslag. Het lijkt erop dat Blueberry om is gekomen bij de afloop van de aanslag. Het zou even duren voordat Blueberry in 'Gebroken neus" in 1980 weer zou verrijzen. Blueberry heeft zich aangesloten bij de Navajo's en probeert een Indiaan te worden. Maar het verleden weet hem weer te achterhalen. Uiteindelijk weet hij zich te rehabiliteren en gaat hij op zoek naar zijn oude liefde, Chihuahua Pearl.

#### Arizona Love
Blueberry verliest zijn grote liefde en moet nu verder. Hij weigert terug te keren naar het leger.

#### Mister Blueberry en verder
In 1989 was scenarist Charlier overleden en nam Giraud ook het scenario voor zijn rekening. Blueberry is niet langer luitenant in het leger en verhuist naar het stadje Tombstone waar Wyatt Earp die dienst uitmaakt. In 2005 verschijnt het voorlopig laatste deel '’Dust". Giraud zelf overleed in 2012.

## Lijst van personages
In de albums komen een aantal personages voor die een grote rol spelen in de avonturen van Blueberry.

### Chihuahua Pearl
In het album Chihuahua Pearl speelt de gelijknamige zangeres een grote rol. Ze heeft de Mexicaanse gevangenisdirecteur Lopez weten te verleiden tot hun huwelijk, waarbij Pearl meer interesse heeft in het geld van de man. Als ze echter ontdekt dat een belangrijke som geld in een geldkist haar kant opkomt gaat ze een onwaarschijnlijke alliantie aan met Blueberry. Ze verraadt hem overigens even gemakkelijk als het haar uitkomt. Toch lijkt er iets mooi te ontstaan tussen de twee. Maar in '’Arizone Love" loopt Blueberry een blauwtje. Ze komt voor in vijf albums.

### Luitenant Craig
In het eerste avontuur van Blueberry, Fort Navajo, was nog niet helemaal duidelijk wie het hoofdpersonage zou worden. Scenarist Charlier had eerst een aantal personages voor ogen die het Fort zouden bemannen. Wel was er veel aandacht voor de twee jonge luitenants, Blueberry en Craig. Craig is de zoon van een generaal, blond en met een snor. Hij is het tegendeel van de ongedisciplineerde Blueberry, maar ondanks de verschillen worden beide mannen vrienden.
In de eerste vier albums speelt Craig een belangrijke rol, hij wordt gevangengenomen door de Apachen en gemarteld, maar uiteindelijk bevrijd door Blueberry. Beide mannen zijn verliefd op de dochter van de kolonel. Nadat duidelijk was dat Blueberry de hoofdrol gingen krijgen in de reeks, verdween Craig.

### Kopernek
In het album Het ijzeren paard maken we kennis met Kopernek (in sommige albums 'Red neck' of Red genoemd). Net als Mclure, met wie hij goed bevriend raakt, is Kopernek een specialist in Indianenzaken. Hij wordt door generaal Dodge naar Fort Navajo gestuurd om Blueberry mee te nemen naar de aanleg van de spoorlijn. Kopernek doet in tien albums mee en vormt regelmatig een komisch duo met McLure.

### Jimmy McClure
Jimmy McClure die eruitziet als een drankzuchtig oud tandeloos wrak is de beste vriend van Blueberry. In het album "De lange weg naar Cochise" wordt hij voor het eerst ten tonele gebracht als goudzoeker die door het indianengebied zwerft. Hij komt voor in tien albums. 
Meestal is zijn drankprobleem aanleiding is voor problemen en brengt hij Blueberry in gevaar. Soms riskeert hij zijn leven meerdere keren om dat van Blueberry te redden. In plaats van op een paard rijdt McClure het liefst op een muilezel.

## Albums
Alle albums zijn getekend door Jean Giraud
| Nummer | Titel                         | Uitgever(s)                                                                              | Schrijver(s)                            | Integraal |
| ------ | ----------------------------- | ---------------------------------------------------------------------------------------- | --------------------------------------- | --------- |
| 1      | Fort Navajo                   | Dargaud Benelux, Uitgeverij Oberon B.V.                                                  | Jean-Michel Charlier                    | 1         |
| 2      | Dreiging in het westen        | Dargaud Benelux, Le Lombard, Uitgeverij Oberon B.V.                                      | Jean-Michel Charlier                    | 1         |
| 3      | De eenzame adelaar            | Dargaud Benelux, Le Lombard, Uitgeverij Oberon B.V.                                      | Jean-Michel Charlier                    | 1         |
| 4      | De lange weg naar Cochise     | Dargaud Benelux, Le Lombard                                                              | Jean-Michel Charlier                    | 2         |
| 5      | Oorlog of vrede               | Dargaud Benelux, Uitgeverij Helmond, Le Lombard, Uitgeverij Oberon B.V.                  | Jean-Michel Charlier                    | 2         |
| 6      | De man met de zilveren ster   | Dargaud Benelux, Le Lombard, Uitgeverij Oberon B.V.                                      | Jean-Michel Charlier                    | 2         |
| 7      | Het ijzeren paard             | Carlsen Comics, Dargaud Benelux, Le Lombard, Marvel Comics Group, Uitgeverij Oberon B.V. | Jean-Michel Charlier                    | 3         |
| 8      | De man met de ijzeren vuist   | Dargaud Benelux, Uitgeverij Helmond, Le Lombard, Marvel Comics Group                     | Jean-Michel Charlier                    | 3         |
| 9      | Vlakte der Sioux              | Dargaud Benelux, Le Lombard, Uitgeverij Oberon B.V., Semic                               | Jean-Michel Charlier                    | 3         |
| 10     | Generaal Geelkop              | Dargaud Benelux, Le Lombard, Marvel Comics Group, Uitgeverij Oberon B.V., Semic          | Jean-Michel Charlier                    | 4         |
| 11     | De mijn van Prosit            | Dargaud Benelux, Le Lombard, Uitgeverij Oberon B.V., Semic                               | Jean-Michel Charlier                    | 4         |
| 12     | Het spook van de goudmijn     | Dargaud Benelux, Le Lombard, Uitgeverij Oberon B.V., Semic                               | Jean-Michel Charlier                    | 4         |
| 13     | Chihuahua Pearl               | Dargaud Benelux, Le Lombard, Marvel Comics Group, Uitgeverij Oberon B.V., Semic          | Jean-Michel Charlier                    | 5         |
| 14     | De man die $500.000 waard was | Dargaud Benelux, Uitgeverij Oberon B.V.                                                  | Jean-Michel Charlier                    | 5         |
| 15     | Ballade voor een doodskist    | Dargaud Benelux, Marvel Comics Group, Uitgeverij Oberon B.V.                             | Jean-Michel Charlier                    | 5         |
| 16     | Vogelvrij verklaard           | Dargaud Benelux, Uitgeverij Oberon B.V.                                                  | Jean-Michel Charlier                    | 6         |
| 17     | Angel Face                    | Dargaud Benelux, Marvel Comics Group, Uitgeverij Oberon B.V.                             | Jean-Michel Charlier                    | 6         |
| 18     | Gebroken neus                 | Dargaud Benelux, Uitgeverij Oberon B.V.                                                  | Jean-Michel Charlier                    | 6         |
| 19     | De lange mars                 | Albracht lektuur diensten BV, Dargaud Benelux, Dupuis, EDI-3-BD, Novedi                  | Jean-Michel Charlier                    | 6         |
| 20     | De ongrijpbare Navajo's       | Albracht lektuur diensten BV, Dargaud Benelux, Marvel Comics Group, Novedi               | Jean-Michel Charlier                    | 7         |
| 21     | De laatste kaart              | Albracht lektuur diensten BV, Dargaud Benelux, Novedi                                    | Jean-Michel Charlier                    | 7         |
| 22     | Het einde van de lange rit    | Marvel Comics Group, Novedi                                                              | Jean-Michel Charlier                    | 7         |
| 23     | Arizona love                  | Alpen Publishers, Big Balloon, Dargaud Benelux, Dark Horse Comics                        | Jean Henri Gaston Giraud (Gir, Moebius) | 8         |
| 24     | Mister Blueberry              | Dargaud Benelux                                                                          | Jean Henri Gaston Giraud (Gir, Moebius) | 8         |
| 25     | Schaduw over Tombstone        | Dargaud Benelux                                                                          | Jean Henri Gaston Giraud (Gir, Moebius) | 8         |
| 26     | Geronimo de Apache            | Dargaud Benelux                                                                          | Jean Henri Gaston Giraud (Gir, Moebius) | 8         |
| 27     | OK Corral                     | Dargaud Benelux                                                                          | Jean Henri Gaston Giraud (Gir, Moebius) | 9         |
| 28     | Dust                          | Dargaud Benelux                                                                          | Jean Henri Gaston Giraud (Gir, Moebius) | 9         |
| 29     | Apachen                       | Dargaud Benelux                                                                          | Jean Henri Gaston Giraud (Gir, Moebius) | 9         |

## Nevenseries
Vanwege het succes van de strip ontstonden drie nevenseries. De jonge jaren van Blueberry speelt zich af tijdens de burgeroorlog. De strip werd aanvankelijk door Giraud getekend, maar later overgenomen door Colin Wilson en nog later door Michel Blanc-Dumont. In deze serie krijgen we een beeld van de ontwikkeling van Mike Blueberry van arrogant zoontje van een zuidelijke plantagehouder tot een soldaat in het Noordelijke leger. Over het algemeen is de achtergrond van de serie redelijk historisch opgebouwd. De serie Marshal Blueberry heeft als tekenaars William Vance en Michel Rouge gehad. Deze serie speelt ten tijde van Fort Navajo als Blueberry tijdelijk als marshal is aangesteld en werd getekend door Vance terwijl Giraud het scenario screef.
In 2019 brengt Dargaud na jaren stilte een hommage van Blueberry uit, gemaakt door Joann Sfar en Christophe Blain. Dit album is het eerste deel van een tweeluik en speelt zich af in een periode tussen Fort Navajo en Het ijzeren paard.

### Albums De jonge jaren van Blueberry
door Charlier en Giraud:
- 1. De jonge jaren van Blueberry
- 2. Yankee
- 3. Blauwjas

door Charlier en Wilson:
- 4. De outlaws van Missouri
- 5. Terreur over Kansas
- 6. De helse trein

door Corteggiani en Wilson:
- 7. De genadeloze achtervolging
- 8. Drie man voor Atlanta
- 9. De prijs van het bloed

door Corteggiani en Blanc-Dumont:
- 10. De Pinkerton-oplossing
- 11. De missie der verdoemden
- 12. De laatste trein naar Washington
- 13. Het complot tegen Lincoln
- 14. De slachter van Cincinnati
- 15. De Mexicaanse Furie
- 16. 100 dollar om te sterven
- 17. Het Pad van de tranen
- 18. 1276 Zielen
- 19. De verlossing
- 20. Gettysburg
- 21. Het konvooi van de bannelingen

### Albums Marshal Blueberry
door Giraud en Vance:
- Op bevel van Washington
- Shermans opdracht

door Giraud en Rouge
- De bloedige grens

### Albums Luitenant Blueberry
door Blain en Sfar
- Apache rancune

### Speciaal album
- Apachen (vormt de overgang tussen de Jonge Jaren van Blueberry en Fort Navajo)

### Publicaties over Blueberry
- Blueberry, Arzach-Majoor Fataal-John Difool, De kleurrijke helden van Giraud-Moebius, door Kees de Bree en Hans Frederiks, Vonk/Uitgeverij 1982

## Film
Blueberry werd in 2004 verfilmd door Jan Kounen. De rol van Mike Blueberry wordt hierin vertolkt door Vincent Cassel.